# Roșia de Secaș
Roșia de Secaș – wieś w Rumunii, w okręgu Alba, w gminie Roșia de Secaș. W 2011 roku liczyła 734 mieszkańców.